# 17427 Poe
A 17427 Poe (ideiglenes jelöléssel 1989 CQ2) egy kisbolygó a Naprendszerben. Eric Walter Elst fedezte fel 1989. február 4-én.